# Bob Boyle

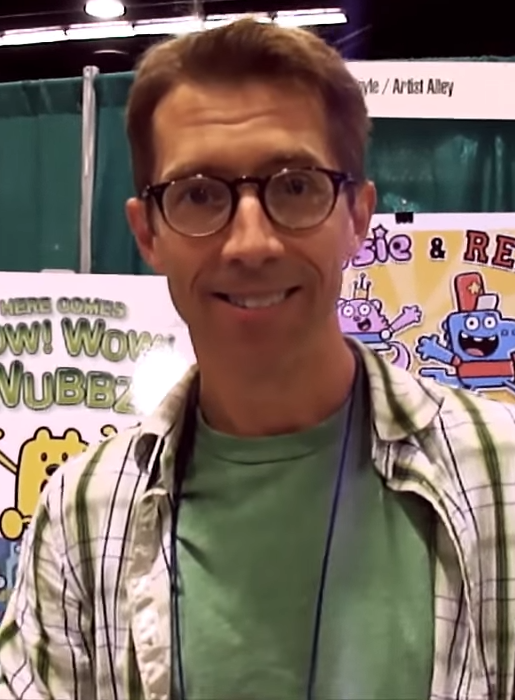
Bob Boyle

Bob Boyle ist ein amerikanischer Animator und Produzent von Zeichentrickserien. Er ist Erfinder der Serien Wow! Wow! Wubbzy! und Yin Yang Yo!.

## Leben
Boyles erste berufliche Schritte begannen bei der Zeichentrickserie Garfield und seine Freunde, später arbeitete er auch an Zeichentrickserien von Nickelodeon mit Titeln wie Oh Yeah! Cartoons, Cosmo und Wanda – Wenn Elfen helfen und Danny Phantom als Animator. Derzeit arbeitet er an seinen Zeichentrickserien Wow! Wow! Wubbzy! und Yin Yang Yo!.

## Filmografie
- 2006: Wow! Wow! Wubbzy!
- 2006: Yin Yang Yo!
- 2014: Clarence